# Жуков, Станислав Вячеславович
Станисла́в Вячесла́вович Жу́ков (род. 1 октября 1959) — российский экономист-международник, специалист по проблемам долговременного экономического роста, финансово-энергетических рынков, мировой энергетики, трансформации рынков нефти, природного газа и электроэнергетики. Доктор экономических наук (2005), профессор, член-корреспондент РАН со 2 июня 2022 года.

## Биография
Окончил Институт стран Азии и Африки при МГУ им. М. В. Ломоносова по специальности «Международные экономические отношения» (1981). C 1984 года работает в Институте мировой экономики и международных отношений, с 2010 года возглавляет Центр энергетических исследований, в настоящее время — главный научный сотрудник, заместитель директора по научной работе.
В 1989 году защитил кандидатскую диссертацию «Социально-экономическая роль сферы услуг в развивающихся странах», в 2005 году — докторскую диссертацию «Центральная Азия: императивы экономического роста в условиях глобализации» (официальные оппоненты В. Г. Растянников, Л. А. Фридман, Г. И. Чуфрин).
Заведующий базовой кафедрой мировой экономики и энергетической политики факультета международного энергетического бизнеса РГУНиГ (НИУ) им. И. М. Губкина; читает курсы «Механизм влияния ОПЕК на нефтяной рынок», «Финансовые рынки», «Влияние цен на энергоносителей на состояние мировой экономики», «Глобальные проблемы мировой экономики», «Китай в мире нефти: экономика и политика».
Участник крупных международных исследовательских проектов, в том числе: Russian and CIS Gas Markets and Their Impact on Europe (Oxford Institute of Energy Studies); External Liberalization in Asia, Post-Socialist Countries and Brazil (Center for Economic Policy Analysis, New School, Open University, New York); Central Asia and South Caucasus: Economic Lessons from East Asia (The Sasakawa Peace Foundation, Tokyo).
Член редколлегии журнала «Кавказ и Глобализация» (Азербайджан), член редколлегий журнала «Научный журнал российского газового общества», «Вестник Института проблем естественных монополий: Техника железных дорог», член казахстанско-российского экспертного совета КИСИ-ИМЭМО.
Автор, соавтор и ответственный редактор более 20 монографий и более 150 статей и аналитических работ в России и за рубежом по проблемам финансово-энергетических рынков, мировой энергетики, трансформации рынков нефти, природного газа и электроэнергетики, проблемам долговременного экономического роста.